# أولوف سكوتكونونغ
أولوف سكوتكونونغ (بالسويدية: Olof Skötkonung) (حوالي 980–1022)، كان ملك السويد وهو ابن إريك المنتصر، خلف والده في الحكم في سنة 995.

## أصل اسمه
أحد العديد من التفسيرات لاسم Skötkonung أنه مشتق من الكلمة السويدية "skatt" والتي من الممكن أنها تعني إما «ضرائب» أو «ثروة». المعنى الأخير يعطينا التفسير التالي «المالك التابع» أو «الملك دافع الجزية»، وأحد الباحثين الإنجليز يخمن بوجود تابعية للملك الدنماركي سوين فوركبيرد والذي كان زوج والدة أولوف. هذا التفسير يثير الكثير من التكهنات بما أنه غير مدعوم بدليل أو مصدر تاريخي. هنالك تفسير آخر محتمل للاسم، هو أنه يعني «ملك الثروة» وهذا يشير إلى حقيقة كونه أول ملك سويدي قام بضرب عملة. كان هنالك مراسم قديمة لامتلاك أرض بحيث توضع حزمة من التراب على حضن أحدهم (بالسويدية: sköte)، وربما قد أُقحم في هذا اللقب.
اسم "Óláfr sænski" باللغة الآيسلندية يعني «أولاف السويدي»، وهذا لقب استخدم ليميزه عن الملكين النرويجيين أولاف هارالدسون وأولاف تريغفاسون.

## حياته
تستند معرفتنا بأولوف في معظمها على حسابات كلاً من سنوري سترلسون وآدم البريمني، والتي تعرضت لانتقاد من الباحثين بصحة المصادر التاريخية. لكن وفقاً لآدم البريمني فإن سوين فوركبيرد اضطر ليدافع ليدافع عن مملكته الدنماركية من هجومٍ شنه أولوف الذي طالب بعرش الدنمارك.تم حل النزاع بزواج سوين من أم أولوف وبعدها أصبح الملكين حليفين لبعضهما. يصف سنوري سترلسون كلاً من سوين وأولوف بحليفين على قدم المساواة عندما هزما الملك النرويجي أولاف تريغفاسون في معركة سفولدر، وبعدها اقتسما النرويج بينهما.

### بعثة الفايكنغ إلى ويندلاند
في بعثة للفايكنغ إلى ويندلاند، إلتقى أولوف بإيلدا ابنة شيخ قبيلة ويندلاندي، وأنجبت له ابنه إموند (الذي أصبح ملكاً للسويد فيما بعد)، وأنجبت له ابنة آستريد، والتي لاحقاً تزوجت من أولاف الثاني ملك النرويج. فيما بعد تزوج أولوف من أستريد دي أبوتريت وأنجبت له ابناً يُدعى أنوند يعقوب، وابنة تُدعى إنجيجريد.

### التحالف مع سوين فوركبيرد
يُقال أن أولوف فَضَّلَ أن يقوم بالحرب، ونتيجةً لذلك استعاد سوين فوركبيرد الدنمارك والتي كان قد احتلها والد أولوف إريك. كما أن أولوف خصر حقه بأخذ الجزية والتي حافظ عيها أسلافه مما يعرف اليوم بإستونيا ولاتفيا.
في عام 1000 تحالف مع سوين فوركبيرد الذي تزوج والدة أولوف، ومع إيرل إيريك، ومع سفن ضد الملك النرويجي أولاف تريغفاسون. ماتَ أولاف تريغفاسون في معركة سفولدر وحاز أولوف على جزء من ترونديلاغ وأيضاً على بوهوسلان.
عندما قام الملك أولاف الثاني بإعادة تأسيس المملكة النرويجية نشبت حرب بين النرويج والسويد. العديد من الرجال في كلا البلدين السويد والنرويج حاولوا الوصول إلى تصالح بين الملكين. في عام 1018 وصل إلى ثينج أوبسالا كلاً من راغنفالد أُولفسون ابن عم أولوف إيرل فستريوتلاند، ومبعوثي الملك النرويجي بيورن ستالاره ويالتي سكيجياسون، في محاولةٍ لإقناع الملك السويدي بقبول السلام وكضمان لذلك أن يقوم بتزويج ابنته إنجيجريد إلى ملك النرويج. كان الملك السويدي غاضباً جداً وهدد بإبعاد راغنفالد، إلا أن راغنفالد كان مدعوماً من راعيه المتحدث باسم القانون ثورغني.
ألقى ثورغني خطاباً قوياً بحيث قام بتذكير الملك بحملات الفايكنغ في الشرق التي قام بها الأسلاف مثل بيورن إريكسون وإريك آنوند، دون أن يكونا متكبرين على أن يسمعا نصائح رجالهما. ثورغني شارك بنفسه في حملات نهبٍ ناجحة مع إيريك المنتصر والد أولوف، وبل حتى إن إيريك كان يستمع إلى رجاله. أولوف لم يكن يريد أي شيء سوى النرويج، والتي لم يرغب بها أي ملك سويدي قبله. هذا أدى إلى استياء الشعب السويدي الذي كان تواقاً لأن يتبع الملك في مجازفة في الشرق لاستعادة الممالك التي كانت تدفع الجزية لأسلافه، ولكن كانت رغبة الشعب بأن يقوم بسلام مع ملك النرويج وأن يزوجه ابنته إنجيجريد كملكة.
و أنهى ثورغني خطابه بقوله: «إن لم ترغب بفعل ذلك فسوف نعتدي عليك ونقتلك ولن نقبل بالمزيد من عنادك وإثارتك لنار الحرب. أسلافنا فعلوا ذلك، الذين كانوا في مولا ثينج ألقوا خمسةَ ملوكٍ في بئر، الملوك الذين كانوا متكبرين علينا مثلك أنت».
```
ومع ذلك فقد قام أولوف بتزويج ابنته إنجيجريد 
ياروسلاف الأول الحكيم
. كانت هنالك حربٌ وشيكة عندما وافق أولوف على تقاسم سلطته مع ابنه 
آنوند يعقوب
. أُجبر أولوف على قبول وجود مستوطنة في 
كونغاهيلا
 مع 
أولاف الثاني ملك النرويج
، والذي كان قد تزوج آستريد ابنة أولوف (دون علم أولوف) عن طريق 
الإيرل
 
الغيتي
 
راغنفالد أُولفسون
.
```